# 林輝彦
林 輝彦（はやし てるひこ、1993年11月17日 - ）は、静岡朝日テレビ (SATV) のアナウンサー。

## 来歴
大分県出身。東京都立北多摩高等学校、日本大学法学部卒業。野球の実況に憧れたことをきっかけにアナウンサーを志した。
大学を卒業後、2017年に山梨放送 (YBS) に入社。同期の植万由香とともに同局のアナウンサーになる。
2019年に静岡朝日テレビへ移籍した。
2021年、第20回ANNアナウンサー賞で最優秀新人賞を受賞した。

## 人物
趣味・特技はランニングと縄跳び（後ろ回し系統の技）、映画鑑賞、陸上競技、球技。好きな食べ物は果物と豚汁とつけ麺。

## 担当番組

### 山梨放送所属時代
- ててて!TV
- YBSニュース

### 静岡朝日テレビ（現在）
- とびっきり!しずおか - リポーター
- SATVニュース